# El secreto de Alejandra
El secreto de Alejandra é uma telenovela mexicana produzida por Jorge Lozano Soriano para a Televisa e exibida entre 1 de dezembro de 1997 e 2 de janeiro de 1998.
A história original é de Jorge Lozano Soriano e foi bastante reduzida devido a sua  temática controversa: o tráfico de órgãos.
A trama foi protagonizada por María Sorté e Leonardo Daniel.

## Enredo
Maria Sorté interpreta duas mulheres idênticas (mas não irmãs) e mulheres de personalidades opostas. Maria é uma atriz e farmacêutica falida, que vive atormentada por seu marido, Ruben (David Ostrosky), um sequestrador e assassino que trabalha para uma rede de tráfico de órgãos. Maria nunca pôde ter filhos, pois os maus-tratos do marido fizeram com que ela fizesse um aborto que a deixou estéril. No início da novela, ela tenta cometer suicídio. 
Alejandra é uma milionária cujo filho, Matías (Rodrigo Vidal), necessita urgentemente de um transplante renal. Ela própria está doente com câncer terminal, mas não quer que sua família saiba disso e tem medo de deixar Matías sem teto.
Em cumplicidade com Sérgio, seu médico (Leonardo Daniel), Alejandra se apresenta a Maria e propõe que elas troquem suas vidas. Assim, Maria poderia deixar para trás sua vida de mulher agredida, cuidar do filho de Alejandra e garantir que ela receba o transplante de que precisa. Seria também o maior triunfo de atriz da Maria.
Depois de muitas tentativas para convencê-la, Maria aceita. Durante o primeiro mês da novela, as duas mulheres preparam a troca de vidas; Maria, cheia de dúvidas, aprende os detalhes da vida de Alejandra, enquanto anuncia à família que vai fazer uma viagem. Finalmente ocorre a mudança de identidades, e a falsa Maria (Alejandra) morre no hospital para surpresa de seus amigos (Macaria e Carmelita Gonzalez), enquanto a falsa Alejandra (Maria) volta para casa e finalmente encontra Matías.
Até aqui, a história tinha seguido o curso original, mas com o cancelamento repentino, um fim repentino foi improvisado que começa com a última cena do capítulo 24. O segredo da falsa Alejandra é descoberto imediatamente graças a algumas gravações que a verdadeira Alejandra deixou para Matías. Ela deixou instruções para só ouvir a cassete em caso de emergência, se um dia ela decidiu sair de casa. Matías tem um pressentimento e desobedece às instruções; quando ouve a fita, descobre a verdade, mas sem hesitar, decide aceitar sua "nova mãe" e se oferece para guardar o segredo. Por outro lado, Sergio se mostra profundamente apaixonado por Maria (ele também havia recebido uma cassete gravada pela falecida). Todas as subparcelas e conflitos da novela, que se destinavam claramente a durar meses, são resolvidos numa das terminações mais apressadas da história deste gênero.

## Elenco
- María Sorté - María Soler / Alejandra Monasterio
- Leonardo Daniel - Sergio Duval
- Lisette Morelos - Carola
- Rodrigo Vidal - Matías Monasterio
- David Ostrosky - Rubén
- Norma Lazareno - Paulina
- Macaria - Elvira
- Karyme Lozano - Vanessa
- Alec Von Bargen - Gerardo Espinoza
- Carmelita González - Doña Pura
- Claudio Báez - Dr. Nuñez
- Rosita Quintana - Sofía Monasterio
- Carlos Rotzinger - Cristóbal
- Angélica Vale - Gloria
- Blanca Sánchez - Rosalía
- Otto Sirgo - Carlos
- Lalo el Mimo - Macario
- Arlette Pacheco - Ivonne
- Gaston Tuset - Augusto
- Jerardo - Federico
- Christian Tappan - David
- Liza Willert - Sra. Soriano
- Luis Xavier - Víctor
- Kokin - Isaías